# Susumu Ōki
Susumu Ōki (jap. 大木勉 Ōki Susumu; ur. 23 lutego 1976) – japoński piłkarz.

## Kariera klubowa
Od 1995 do 2012 roku występował w klubach Sanfrecce Hiroszima, Oita Trinita i Ehime FC.

## Kariera reprezentacyjna
W 1995 roku Susumu Ōki zagrał na Mistrzostwach Świata U-20.